# International Defence and Aid Fund for Southern Africa
Die International Defence and Aid Fund for Southern Africa, mitunter nur Defense and Aid (kurz IDAF oder D&A) war von 1964 bis 1991 eine humanitäre Hilfsorganisation mit politischem Charakter, deren Strukturen seit 1956 auf Betreiben von John Collins, einem Chorherren (canon) an der St Paul’s Cathedral in London, entstanden. Sie entwickelte sich aus der von ihm 1946 gegründeten Organisation Christian Action (CA), die zur Versöhnung mit Deutschland geschaffen worden war. Das formale Gründungsjahr ist 1964, die US-amerikanische Tochterorganisation gründete sich im Jahre 1972.

## Wirkung
John Collins besuchte 1954 Südafrika und wurde während seines Aufenthaltes mehrfach mit den Auswirkungen der Apartheid eindrucksvoll konfrontiert. Als 1956 im Treason Trial 156 Personen wegen ihres Antiapartheidengagements mit dem Vorwurf zum Landesverrat angeklagt wurden, sandte John Collins 100 Pfund Sterling an Ambrose Reeves, dem anglikanischen Bischof von Johannesburg (1949 bis 1961). In der Antwort darauf bat man um weitere Unterstützung aus Mitteln der Christian Action zur Bezahlung von Verteidigern, Gerichtskosten und Hilfsaktivitäten zu Gunsten der betroffenen Familien. Diese Kommunikation gilt als Ausgangspunkt für die Gründung der Vorläuferorganisation British Defence and Aid Fund Southern Africa (BDAF) (damaliger Name), die zwischen 1958 und 1961 aufgebaut wurde. Über einen Zeitraum von 25 Jahren gelang es der Organisation über 100 Millionen Pfund Sterling nach Südafrika zu transferieren.
Der Zweck dieser Hilfsorganisation bestand in der Suche nach friedlichen und konstruktiven Lösungen für Probleme, die sich aus der Apartheidspolitik Südafrikas ergaben. Diese Organisation sammelte hierzu Spenden, um Opfer des Apartheidregimes einschließlich deren Familien bei den Prozessen sowie mittels anwaltlicher Begleitung unterstützen zu können.
Im Jahr 1965 begannen sich die Aktivitäten von London weltweit auszudehnen und in der Folge schuf man weitere Büros in Großbritannien, Neuseeland (New Zealand Defence and Aid Fund for Southern Africa 1967–1991), Skandinavien, den Niederlanden und in Indien. Ferner gab es fortan Zweigorganisationen in den Vereinigten Staaten (International Defence and Aid Fund for Southern Africa – US Committee, USA) und in Kanada (International Defence and Aid Fund for Southern Africa (IDAFSA), Canada).
Am 18. März 1966 belegte der damalige Justizminister Vorster das South African Defence and Aid Committee, den südafrikanischen Zweig der Hilfsorganisation, mit einer Bannverfügung und stufte den Fonds nach dem Suppression of Communism Act als unrechtmäßige Organisation („unlawful organisation“) ein. Später wurden Personen, die sich weiterhin an Geldtransfers zu Gunsten des Anliegens beteiligten, mit Haftstrafen bedroht und deren Handeln auf der Grundlage des Terrorism Act als Kapitalverbrechen behandelt. Diese Strafbewehrung betraf auch Kontakte mit ausländischen Regierungen.
Das Institute of Commonwealth Studies an der Universität London bewahrt in seiner Bibliothek umfangreiche Archivunterlagen über diese Organisation auf. Die Einrichtung verfügt über eine Sammlung von Mikrofiche-Kopien zeitgenössischer Dokumente aus Südafrika und Namibia. Dazu gehören rund 500.000 Zeitungsausschnitte aus dem Süden Afrikas sowie der britischen Presse zwischen 1975 und 1990. Sie dokumentieren umfassend die Verhältnisse der Apartheidstrukturen in Namibia und Südafrika. Weiterhin enthalten die Dokumente Informationen über internationale Beziehungen auf diesem Gebiet sowie zu relevanten sozialen, kulturellen und wirtschaftlichen Fragen. An der Universität Oxford (Bodleian Library) befindet sich der Nachlass von British Defence and Aid Fund Southern Africa.
Als Collins im Jahre 1982 starb, übernahm im selben Jahr Horst Kleinschmidt die Leitung der Organisation, die er bis zu deren Ende im Jahr 1991 ausübte. Dieser erhielt noch im selben Jahr den Bruno-Kreisky-Preis für Verdienste um die Menschenrechte.